# Tarek Aziz
Tarek Aziz (en arabe : طارق عزيز), de son vrai nom Tarek Hanna Mikhaïl Issa, né le 28 avril 1936 à Mossoul et mort le 5 juin 2015  à Nassiriya, est un homme politique irakien.

## Biographie

### Carrière politique
Tarek Aziz est né dans une famille de confession chrétienne chaldéenne. Il a adopté le nom de « Tarek Aziz » pour se démarquer de son appartenance à la communauté assyrienne d'Irak et se rapprocher des nationalistes arabes[réf. nécessaire].
Sa famille est favorable au panarabisme, et il s'intéresse dès son plus jeune âge « à toutes les idéologies politiques », mais aussi à la poésie et la littérature. Un temps intéressé par le marxisme, il se tourne vers le parti Baas  dont il trouve qu'il « associe le socialisme au panarabisme, qui lie l’homme à sa culture, à son vécu et à sa civilisation », en particulier les textes de Michel Aflak. Après avoir travaillé comme journaliste pour divers organes du parti Baas à partir de 1958, il devient éditeur de son principal organe de presse, Al-Thawra (en) (La Révolution). Il participe au coup d’État de 1963, lui-même contrecarré quelques mois  plus tard par un autre coup d’État pro-nassérien. Et c'est dans la clandestinité, à Damas en Syrie, qu'il se lie d'amitié à un autre activiste : Saddam Hussein. En 1968, le parti Bass reprend le pouvoir et Tarek Aziz ne quittera plus les hautes fonctions de l’État irakien, tout proche de Saddam Hussein, en étant peut-être la seule personne du pouvoir pouvant se permettre « une liberté de ton » avec celui-ci.
Il devient ministre de l'Information en 1974 puis vice-Premier ministre de 1979 à 1983, après que les pouvoirs se sont concentrés entre les mains de Saddam Hussein. De 1983 à 1991, il est ministre des Affaires étrangères et est, de ce fait, le principal négociateur irakien durant la crise politique qui suit l'occupation du Koweït. Tarek Aziz représente l'Irak dans des réunions et dans diverses visites diplomatiques de haut niveau mais ne s'aventure plus très souvent au-delà des frontières irakiennes [réf. nécessaire]. En mars 1991, il redevient vice-Premier ministre, Saddam Hussein assurant lui-même la fonction de premier ministre depuis mai 1994. Il est alors l'un des tout premiers personnages de l'État.

### Emprisonnement
En fuite après la chute de Bagdad le 9 avril 2003, Tarek Aziz se rend aux forces américaines le 24 avril 2003, alors que les opérations militaires ne seront officiellement déclarées « terminées » par le président George W. Bush que le 1er mai.
En décembre 2005-janvier 2006, son état de santé semble se détériorer.
Le 29 avril 2008, Tarek Aziz, jusqu'alors détenu par les Américains (« livré » aux Irakiens chiites, faisant la chasse aux chrétiens qui étaient considérés comme des alliés de Saddam Hussein), comparaît à Bagdad devant le Haut tribunal pénal irakien pour le rôle qu'il aurait joué dans l'exécution de 42 commerçants dans la capitale en 1992. Le 11 mars 2009, il est reconnu coupable de cette exécution et condamné à quinze ans de réclusion.
À son sujet, Hans-Christof von Sponeck, ancien secrétaire général adjoint de l'ONU, a déclaré : 

« […] j’ai connu M. Tarek Aziz. Mon prédécesseur et moi-même le considérions comme une personne avec laquelle nous avions une relation cordiale, comme une personne qui — malgré ce que l’on en a dit dans les principaux journaux — essayait de s’occuper du peuple irakien. Une personne donc disponible et disposée à prendre en considération des propositions visant à apporter des améliorations au programme d’assistance humanitaire. De notre point de vue, de mon point de vue, c’était une personne correcte. Je ne peux pas juger de ce que M. Tarek Aziz a fait en Irak en dehors de mon domaine de responsabilité mais, tout ce que je demande, est qu’une personne malade, ne serait-ce que pour des raisons humanitaires, soit traitée dignement […] et [puisse] bénéficier d’un procès équitable. M. Tarek Aziz avait droit, et a droit — tout comme Saddam Hussein du reste — à être traité conformément au droit international, conformément aux conventions de la Haye et de Genève. Je m’élève contre le fait que, trois ans après qu’il s'est volontairement livré aux forces d’occupation, il n’ait pas encore été inculpé […] »

Le 2 août 2009, la Haute cour pénale d'Irak l'a condamné à sept ans de prison pour « son rôle dans les exactions contre les Kurdes de confession chiite dans les années 1980 ».
En 2010, il est jugé une nouvelle fois, pour son rôle dans la répression contre la communauté chiite dans les années 1980. La Haute cour pénale irakienne le condamne à mort le 26 octobre 2010. Le 16 novembre 2010, le président irakien Jalal Talabani a déclaré qu'il ne signerait jamais son ordre d'exécution.
En novembre de la même année, la justice irakienne l'a de nouveau condamné à dix ans de prison pour le massacre de Kurdes chiites pendant la guerre Iran-Irak dans les années 1980.
Tarek Aziz meurt le 5 juin 2015  à l'hôpital de Nassiriya.